# Lorenzo Sanz Durán
Lorenzo Sanz Durán, (nacido el 16 de junio de 1971 en Madrid, Comunidad de Madrid) es un exjugador y dirigente de baloncesto español. Es hermano de los futbolistas Paco Sanz y Fernando Sanz, e hijo del que fuera presidente del Real Madrid durante cinco años Lorenzo Sanz. Es comentarista de los partidos del Real Madrid en Real Madrid Televisión, junto con Siro López y Vicente Paniagua así como presentador del programa Las Carreras, que se emite en www.lascarreras.com y en Teledeporte, cuando se disputa en el madrileño Hipódromo de la Zarzuela y que sigue en directo el circuito de carreras de caballos español.

## Biografía
Juega dos temporadas para los Lafayette Leopards. Después tendría una modesta carrera como jugador, retirándose en el año 1999 de la práctica del baloncesto. Después de dejar el deporte se haría con las riendas de  la dirección técnica del Real Madrid, siendo su paso por los despachos tan breve como exitosa, ya que ganó la liga ACB en el único año que estuvo al mando del equipo merengue. En una apretada final contra el FC Barcelona, el Real Madrid rompió todos los pronósticos y ganó la liga en el quinto partido en el Palau Blaugrana. Poco después su padre, que por aquel entonces presidía el Real Madrid, perdería las elecciones contra Florentino Pérez, y Lorenzo Sanz Junior dejaría de ocupar su puesto de director técnico, aunque el nuevo presidente le ofreció continuar en el cargo.
En 2006 Lorenzo Sanz padre concede un préstamo a través de Nuada y Renfisa (demandadas por Grupo Baradapor deudas multimillonarias pendientes) a Fomento del Deporte e Imagen, S.L., administrada por Lorenzo Sanz Durán para que adquiriese el 96% del Málaga C.F. por 6 millones de euros más deuda (24 millones), ascendiendo a la presidencia. Fomento del Deporte e Imagen era propiedad de Ingrid Asensio (50%), su marido Lorenzo Sanz Duran (49.8%) y de Pascual Gómez (0,2%), asesor de Lorenzo Sanz padre. En 2010 el jeque Abdullah adquiere el club a la familia Sanz por 36 millones de euros 

## Trayectoria
- 1991-93: Lafayette Leopards
- 1993-94: Club Baloncesto Las Rozas
- 1994-96: Canoe
- 1996-97: Real Madrid
- 1997-98: Real Madrid
- 1998-00: Real Madrid (director general del Real Madrid).

## Palmarés

### Jugador
- 1 Recopa de Europa (1996-97).

### Director
- Liga ACB en el año 2000.